# بيورن كروز
بيورن كروز (بالنرويجية البوكمول: Bjørn Kruse)‏ هو موسيقي وملحن ومغني وبروفيسور نرويجي، ولد في 14 أغسطس 1946 في لندن في المملكة المتحدة.

## وصلات خارجية
- الموقع الرسمي
- بيورن كروز على موقع ميوزك برينز (الإنجليزية)
- بيورن كروز على موقع ديسكوغز (الإنجليزية)